# Списък на космонавти по селекция
Това са хронологични списъци на астронавти и космонавти, избрани за подготовка за участие в космически мисии.

## СССР

### Група ЦПК-1/ВВС-1
Селекцията се провежда на 25 февруари 1960 г., а обучението и тренировките им започват от 7 март.
- Иван Аникеев
- Павел Беляев
- Валентин Бондаренко
- Валери Биковски
- Валентин Филатиев
- Юрий Гагарин
- Виктор Горбатко
- Анатоли Карташов
- Евгений Хрунов
- Владимир Комаров
- Алексей Леонов
- Григори Нелюбов
- Андриан Николаев
- Павел Попович
- Марс Рафиков
- Георгий Шонин
- Герман Титов
- Валентин Варламов
- Борис Волинов
- Димитър Зайкин

### Група ВВС жени
Селекцията се провежда на 12 март и 3 април 1962 г. Тренировките и обучението започват веднага.
- Татяна Кузнецова
- Валентина Пономарьова
- Ирина Соловьова
- Валентина Терешкова
- Жана Йоркина

### Група ЦПК-2/ВВС-2
Селекцията се провежда на 10 януари 1963 г., а обучението и тренировките им започва от 7 март.
- Едуард Буйновски
- Юрий Артюхин
- Анатолий Филипченко
- Георгий Береговой
- Алексей Губарев
- Георгий Доброволски
- Лев Демин
- Владислав Гуляев
- Пьотър Колодин
- Едуард Куно
- Анатоли Куклин
- Александър Матинченко
- Владимир Шаталов
- Лев Воробьов
- Анатолий Воронов
- Виталий Жолобов

### Група Восход-1
Селекцията се провежда на 26 май 1964 г. Тренировките започват веднага.
- Владимир Бендеров
- Константин Феоктистов
- Георги Катис
- Василий Лазарев
- Борис Поляков
- Борис Егоров
- Алексей Сорокин

### Група Восход-2
Селекцията се провежда през юли 1965 г., а обучението и тренировките им започва веднага, но не завършват курса, поради отмяна на полета.
- Ярослав Голованов
- Евгений Илиин
- Александър Кисельов
- Юрий Летунов
- Михаил Ребров
- Юрий Сенкевич

### Група ЦПК-3/ВВС-3
Селекцията се провежда на 28 октомври 1965 г. Обучението и тренировките започват веднага.
- Борис Белусов
- Владимир Дегтярьов
- Анатолий Фьодоров
- Юрий Глазков
- Виталий Гришченко
- Михаил Лисун
- Евгений Хлудеев
- Леонид Кизим
- Пьотър Климук
- Генадий Колесников
- Александър Крамаренко
- Василий Лазарев
- Александър Петрушенко
- Владимир Преображенски
- Валерий Рождественски
- Генади Сарафанов
- Ансар Шарафутдинов
- Василий Шеглов
- Александър Скворцов
- Едуард Степанов
- Валерий Волошин
- Олег Яковлев
- Вячеслав Зудов

### Група ОКБ-1
Селекцията се провежда на 23 май 1966 г. Обучението и тренировките започват на 1 октомври.
- Сергей Анохин
- Владимир Бугров
- Генадий Долгополов
- Георгий Гречко
- Валерий Кубасов
- Олег Макаров
- Владислав Волков
- Алексей Елисеев

Резервни кандидати:
- Николай Рукавишников
- Виталий Севастянов
- Валерий Яздовски

### Група ЦПК-4/ВВС-4
Селекцията се провежда на 7 май 1967 г. Обучението и тренировките започват веднага.
- Владимир Алексеев
- Валерий Белобородов
- Михаил Бурдаев
- Сергей Гайдуков
- Владимир Исаков
- Владимир Ковальонок
- Владимир Козелски
- Владимир Ляхов
- Юрий Малишев
- Виктор Писарев
- Николай Порваткин
- Михаил Сологуб

### Група ЦКБЕМ-1 (НПОЕ-1)
Селекцията се провежда на 27 май 1968 г. Обучението и тренировките започват веднага.
- Владимир Фартишни
- Константин Феоктистов
- Георгий Гречко
- Валерий Кубасов
- Олег Макаров
- Виктор Пацаев
- Николай Рукавишников
- Виталий Севастянов
- Владислав Волков
- Валерий Яздовски
- Алексей Елисеев

### Група ЦПК-5/ВВС-5
Селекцията се провежда на 27 април 1970 г. Обучението и тренировките започват веднага.
- Анатолий Дедков
- Анатолий Березовой
- Владимир Джанибеков
- Николай Фефелов
- Валерий Иларионов
- Юрий Исаулов
- Владимир Козлов
- Юрий Романенко
- Леонид Попов

### Група ЦКБЕМ-2 (НПОЕ-2)/ЦКБМ-1/ИМБП-1
Селекцията се провежда на 22 март 1972 г. Обучението и тренировките започват веднага.
- Група ЦКБЕМ-2
  - Борис Андреев
  - Валентин Лебедев
  - Юрий Пономарьов

- Група ИМБП-1
  - Георгий Машински
  - Валерий Поляков
  - Лев Смирени

- Група ЦКБМ-1
  - Валерий Макрушин

### Група ЦКБЕМ-3 (НПОЕ-3)/ЦКБМ-2
Селекцията се провежда на 27 март 1973 г. Обучението и тренировките започват веднага.
- Група ЦКБЕМ-3
  - Владимир Аксьонов
  - Александър Иванченков
  - Валерий Рюмин
  - Генадий Стрекалов

- Група ЦКБМ-2
  - Дмитрий Юков

### Група ЦПК-6/ВВС-6
Селекцията се провежда на 23 август 1976 г. Обучението и тренировките започват веднага.
- Леонид Иванов
- Леонид Каденюк
- Анатолий Соловьов
- Николай Москаленко
- Сергей Протченко
- Евгений Салей
- Владимир Титов
- Владимир Васютин
- Александър Волков

### Група ЛИИ-1
Селекцията се провежда на 12 юли 1977 г. Обучението и тренировките започват веднага.
- Олег Кононенко
- Анатолий Левченко
- Александър Шчукин
- Римантас Станкевичус
- Игор Волк

### Група ЦПК-7/ВВС-7
Селекцията се провежда на 12 юли 1977 г. Обучението и тренировките започват веднага.
- Александър Викторенко
- Николай Греков

### Група НПОЕ-4
Селекцията се провежда на 1 декември 1978 г. Обучението и тренировките започват веднага.
- Александър Александров
- Александър Лавейкин
- Александър Баландин
- Муса Манаров
- Виктор Савиних
- Александър Серебров
- Владимир Соловьов

### Група ГКНИИ-1
Селекцията се провежда през февруари 1980 г. Обучението и тренировките започват веднага.
- Иван Бачурин
- Алексей Бородей
- Виктор Чиркин
- Леонид Каденюк (прехвърлен от ЦПК-6)

### Група НПОЕ-5
Селекцията се провежда на 30 юли 1980 г. Обучението и тренировките започват веднага.
- Светлана Савицка
- Екатерина Иванова
- Наталия Кулешова
- Ирина Пронина

### Група АМН
Селекцията се провежда на 29 март 1983 г. Обучението и тренировките започват веднага.
- Олег Атков

### Група НПОЕ-6/ЛИИ-3
Селекцията се провежда на 15 февруари 1984 г. Обучението и тренировките започват през ноември 1985 г.
- Александър Калери
- Сергей Емелянов
- Виктор Заболотски

### Група НПОЕ-7/ГКНИИ-2(ЦПК-9)
Селекцията се провежда на 2 септември 1985 г. Обучението и тренировките започват през ноември.
- Виктор Афанасиев
- Анатолий Арцебарски
- Генадий Манаков
- Сергей Крикальов
- Андрей Зайцев

### Група ЦПК-8/ВВС-8 и НПОЕ-8
Селекцията се провежда на 26 март 1987 г. Обучението и тренировките започват през юли.
- Валерий Корзун
- Владимир Дежуров
- Юрий Гидзенко
- Юрий Маленченко
- Василий Циблиев
- Сергей Авдеев

### Група ЦПК-10/ВВС-10, ИМБП-5, ГКНИИ-3 и НПОЕ-9
Селекцията се провежда на 25 януари 1987 г. Обучението и тренировките започват веднага.
- Николай Бударин
- Елена Кондакова
- Юрий Усачев
- Юрий Онуфриенко
- Генадий Падалка
- Сергей Кричевски
- Александър Полещук
- Владимир Каращин
- Василий Лукиянук
- Борис Моруков
- Анатолий Полонски
- Валерий Токарев

### Група ЦПК-11/ВВС-11
Селекцията се провежда на 11 май 1990 г. Обучението и тренировките започват през август.
- Талгат Мусабаев
- Салижан Шарипов
- Сергей Возовиков
- Сергей Залетин

### Група Казахстан
Селекцията се провежда на 21 януари 1991 г. Обучението и тренировките започват веднага.
- Токтар Абукиров
- Талгат Мусабаев

### Група НПОЕ-10
Селекцията се провежда на 3 март 1992 г. Обучението и тренировките започват през октомври.
- Александър Лазуткин
- Сергей Трещев
- Павел Виноградов

### Група НПОЕ-11
Селекцията се провежда на 1 април 1994 г. Обучението и тренировките започват през юли.
- Надежда Кужелная
- Михаил Тюрин

### Група ЦПК/МКС и РККЕ-12 (НПОЕ-12)
Селекцията се провежда на 9 февруари и 29 март 1996 г. Обучението и тренировките започват през май.
- Олег Кононенко
- Олег Котов
- Юрий Шаргин
- Константин Козеев
- Сергей Ревин

### Група ЦПК-12/ВВС-12 и РККЕ-13 и -14
Селекцията се провежда на 28 юли 1997 и 24 февруари 1998 г. Обучението и тренировките започват през май.
- Дмитрий Кондратиев
- Олег Мошкин
- Юрий Лончаков
- Константин Козеев
- Сергей Мошченко
- Роман Романенко
- Александър Скворцов
- Максим Сураев
- Валерий Токарев
- Константин Валков
- Сергей Волков
- Михаил Корниенко
- Олег Скрипочка
- Фьодор Юрчихин

### Политик в космоса
Селекцията се провежда на 2 август 1997 г. Обучението и тренировките започват веднага.
- Юрий Батурин

### Актьор в космоса
Селекцията се провежда на 22 декември 1997 г. Обучението и тренировките започват на 7 юни 1999 г.
- Владимир Стеклов
- Олга Кабо
- Наталия Громушкина

### Космически турист 1
Селекцията се провежда на 9 октомври 2000 г. Обучението и тренировките започват веднага.
- Денис Тито

### Космически турист 2
Селекцията се провежда на 5 декември 2001 г. Обучението и тренировките започват веднага.
- Марк Шатълуорт

### Група ЦПК-13/ВВС-13, ИМБП-6 и РККЕ-15
Селекцията се провежда на 29 май 2003 г. Обучението и тренировките започват през юни.
- Александър Самокутяев
- Анатолий Иванишин
- Антон Шкаплеров
- Евгени Тарелкин
- Сергей Жуков
- Олег Артьомиев
- Андрей Борисенко
- Марк Серов
- Сергей Рязански

### Космически турист 3
Селекцията се провежда на 6 юли 2005 г. Обучението и тренировките започват веднага.
- Сергей Костенко
- Грегъри Олсен

### Космически турист 4
Селекцията се провежда през март 2006 г. Обучението и тренировките започват веднага.
- Ануше Ансари
- Дайсуке Еномото

### Група ЦПК-14/ВВС-14 и РККЕ-16
Селекцията се провежда на 29 май 2003 г. Обучението и тренировките започват през юни.
- Александър Мисуркин
- Олег Новицки
- Алексей Овчинин
- Максим Пономарьов
- Сергей Рижиков
- Елена Серова
- Николай Тихонов

### Космически турист 5
Селекцията се провежда през април 2006 г. Обучението и тренировките започват веднага.
- Чарлс Симони

### Космически турист 6
Селекцията се провежда през септември 2007 г. Обучението и тренировките започват веднага.
- Ричард Гериът
- Ник Холик

### Космически турист 7
Селекцията се провежда през октомври 2008 г. Обучението и тренировките започват веднага.
- Чарлс Симони
- Естер Дайсън

### Космически турист 8
Селекцията се провежда на 4 юни 2009 г. Обучението и тренировките започват веднага.
- Ги Лалиберте
- Барбара Барет

### Група РККЕ-17
Селекцията се провежда на 29 май 2003 г. Обучението и тренировките започват през юни.
- Сергей Сверчков
- Андрей Бабкин

## Чужди космонавти, обучавани от СССР/Русия

### Група Интеркосмос-1
Селекцията се провежда на 25 ноември 1976 г. Обучението и тренировките започват веднага.
- Зигмунд Йен ( ГДР)
- Мирослав Хермашевски ( Полша)
- Зенон Янковски ( Полша)
- Еберхард Кьолнер ( ГДР)
- Олдржих Пелчак( Чехословакия)
- Владимир Ремек ( Чехословакия)

### Група Интеркосмос-2
Селекцията се провежда на 1 март 1978 г. Обучението и тренировките започват веднага.
- Александър Александров ( България)
- Думитру Дедиу ( Румъния)
- Думитру Прунариу ( Румъния)
- Георги Иванов (космонавт) ( България)
- Берталан Фаркаш ( Унгария)
- Майдаржавин Ганзориг ( Монголия)
- Жугдердемидийн Гурагча ( Монголия)
- Хосе Фалкон ( Куба)
- Арналдо Тамайо Мендес ( Куба)
- Бела Маджари ( Унгария)

### Група Интеркосмос-3
Селекцията се провежда през април 1979 г. Обучението и тренировките започват веднага.
- Тан Лием Буи ( Виетнам)
- Фам Туан ( Виетнам)

### Група CNES-1
Селекцията се провежда на 12 юни 1980 г. Обучението и тренировките започват през септември.
- Патрик Бодри ( Франция)
- Жан-Лу Кретиен ( Франция)

### Група Индия
Селекцията се провежда на 20 сеоптември 1982 г. Обучението и тренировките започват веднага.
- Равиш Малхорта ( Индия)
- Ракеш Шарма ( Индия)

### Група CNES-2
Селекцията се провежда на 18 септември 1985 г. Обучението и тренировките започват на 15 ноември 1986 г.
- Клоди Еньоре ( Франция)
- Жан-Франсоа Клервоа ( Франция)
- Жан-Жак Фавие ( Франция)
- Жан-Пиер Еньоре ( Франция)
- Фредерик Пата ( Франция)
- Мишел Тонини ( Франция)
- Мишел Визо ( Франция)

### Група Сирия
Селекцията се провежда на 30 септември 1985 г. Обучението и тренировките започват веднага.
- Мухамед Фарис ( Сирия)
- Мунир Хабиб ( Сирия)

### Група България
Селекцията се провежда на 8 януари 1987 г. Обучението и тренировките започват веднага.
- Александър Александров ( България)
- Красимир Стоянов ( България)

### Група Афганистан
Селекцията се провежда на 12 февруари 1988 г. Обучението и тренировките започват веднага.
- Абдул Мохманд ( Афганистан)
- Мохамад Масум ( Афганистан)

### Група TBS – Япония
Селекцията се провежда на 18 септември 1989 г. Обучението и тренировките започват веднага.
- Тоехиро Акияма ( Япония)
- Ипей Кикучи ( Япония)

### Група Австрия
Селекцията се провежда на 6 октомври 1989 г. Обучението и тренировките започват през октомври.
- Франц Фибок ( Австрия)
- Клемънс Лоталер ( Австрия)

### Група Великобритания
Селекцията се провежда на 25 ноември 1989 г. Обучението и тренировките започват веднага.
- Хелън Шърман ( Великобритания)
- Тимъти Мейс ( Великобритания)

### Група CNES-3
Селекцията се провежда през февруари 1990 г. Обучението и тренировките започват на 10 януари 1995 г.
- Леополд Ертц ( Франция)
- Жан-Марк Гаспарини ( Франция)
- Филип Перен ( Франция)
- Беноа Силви ( Франция)

### Група DLR-3
Селекцията се провежда на 8 октомври 1990 г. Обучението и тренировките започват през ноември.
- Райнхолд Евалд ( Германия)
- Клаус-Дитрих Фладе ( Германия)

### Група ESA-2
Селекцията се провежда на 15 май 1992 г. Обучението и тренировките започват през август.
- Маурицио Кели ( Италия)
- Жан-Франсоа Клервоа ( Франция)
- Педро Дики ( Испания)
- Арне Фулесанг ( Швеция)
- Мариан Мерше ( Белгия)
- Томас Райтер ( Германия)

### Група NASDA-3
Селекцията се провежда на 29 май 1996 г. Обучението и тренировките започват през август.
- Соичи Ногучи ( Япония)

### Група Словакия
Селекцията се провежда на 23 март 1998 г. Обучението и тренировките започват веднага.
- Иван Бела ( Словакия)
- Михал Фулиер ( Словакия)

### Група Бразилия
Селекцията се провежда на 18 юни 1998 г. Обучението и тренировките започват на 24 август.
- Маркус Понтис ( Бразилия)

### Група Казахстан-1
Селекцията се провежда на 9 ноември 2002 г. Обучението и тренировките започват на 16 юни 2003 г.
- Айдън Аимбетов ( Казахстан)
- Мухтар Аймаканов ( Казахстан)

### Група Малайзия
Селекцията се провежда на 4 септември 2006 г. Обучението и тренировките започват веднага.
- Шукор Музафар ( Малайзия)
- Фаиз Бен Халид ( Малайзия)

### Група Южна Корея
Селекцията се провежда на 25 декември 2006 г. Обучението и тренировките започват през следващата година.
- Ли Со Ен ( Южна Корея)
- Сан Ко ( Южна Корея)